# Geranomyia mashonica mashonica
Geranomyia mashonica mashonica is een ondersoort van de tweevleugelige Geranomyia mashonica uit de familie steltmuggen (Limoniidae). De soort komt voor in het Afrotropisch gebied.